# Żydowski Związek Wojskowy
Żydowski Związek Wojskowy of ŻZW ("Joodse Strijdersbond") was een Joodse verzetsgroep in Polen tijdens de Tweede Wereldoorlog. Ideologisch hoorde de ZZW bij de revisionistische beweging. De groep werkte in de opstand in het getto van Warschau samen met de meer linksgeoriënteerde Żydowska Organizacja Bojowa.
De grootste militaire operatie van ZZW tijdens de opstand was de strijd rond het Muranowskiplein in het centrale getto van Warschau. Daar wisten zij vier dagen stand te houden tegen Duitse en Oekraïense troepen. Volgens Duitse militaire verslagen vonden rond dit plein de zwaarste gevechten van de opstand plaats. 
Na de oorlog bleef in de geschiedschrijving van de opstand de rol van ZZW onderbelicht. Dit had te maken met het feit dat de meeste strijders van de ZZW - en alle leiders - waren gesneuveld. De tendens om vooral de aandacht te vestigen op de ZOB werd versterkt door naoorlogse ideologische verdeeldheid in Polen en Israël. Door gebrek aan betrouwbare bronnen blijft er rond de rol van de ZZW in de opstand van het getto van Warschau veel onduidelijk. 

## Oprichting
In de zomer van 1942 deporteerden de Duitsers het grootste deel van de bevolking van het getto van Warschau - 300.000 van 380.000 mensen - naar het vernietigingskamp Treblinka. In reactie hierop ontstonden er vooral op initiatief van de jeugdbeweging twee gewapende verzetsgroepen in het getto. De politieke linkse jeugdgroepen werkten samen in de Żydowska Organizacja Bojowa (ZOB). Ook revisionistische groeperingen die actief waren in het getto, zoals Betar, Masada en Irgoen, zetten stappen om te gaan samenwerken. Zij waren meer rechtsgeoriënteerd en wilden zich niet aansluiten bij de ZOB. In januari of februari 1943 richtten zij een eigen gewapende beweging op, de Żydowski Związek Wojskowy (ZZW). De ZZW was vooral geworteld in de organisatie Betar, een zionistische organisatie die socialisme, kapitalisme en marxisme afwees. Voor de oorlog was Betar een van de grootste zionistische bewegingen in Polen.
Volgens sommige bronnen gaat de geschiedenis van de ZZW verder terug. Al in 1939, kort na de Duitse verovering van Warschau, zouden Joodse voormalige officieren in het Poolse leger binnen de verzetsbeweging Zbrojne Wyzwolenie (Gewapende Bevrijding) de kern hebben gevormd van wat later ZZW zou worden. Bij hen zouden zich later leden van Betar hebben aangesloten, vooral leden die in de jaren voor de oorlog met steun van de Poolse overheid waren opgeleid voor de in Palestina actieve Joodse terreurorganisatie Irgoen. 

## Leden en leiders

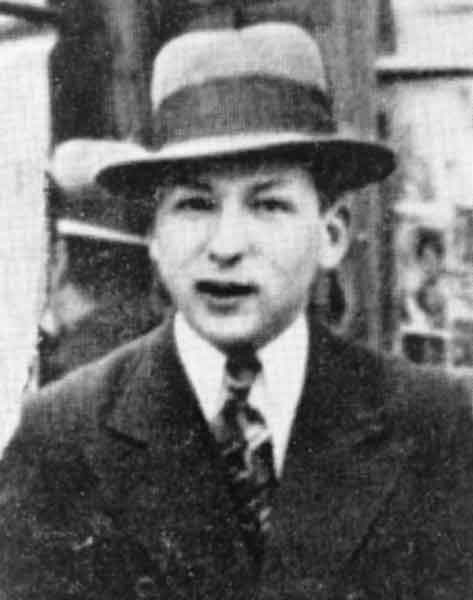
Leon Rodal, een van de leiders van de ZZW

Het is niet bekend exact hoeveel leden de ZZW had. Naar schatting waren het er vlak voor de opstand ongeveer 260. Niet alle leden waren verbonden met de revisionistische beweging of Betar. Ook politiek ongebonden strijders, en linkse strijders die zich niet bij de ZOB konden of wilden aansluiten, versterkten de ZZW. Lidmaatschap stond open voor iedereen die bereid was zich te voegen naar de strikte discipline van de ZZW en wilde vechten, vooral als ze al over wapens beschikten. De leiding bestond wel uit revisionisten.

### Leiders
De meeste bronnen zijn het erover eens dat Leon Rodal (1913 -1943), een bekende journalist, en Pawel Frenkel (1920-1943) een belangrijke rol hebben gespeeld binnen ZZW. Beiden waren voor de oorlog actief in de revisionistische beweging. Vooral in Polen leeft het idee dat de voormalige legerofficier Dawid Apfelbaum (1901 - 1943) de drijvende kracht was achter de oprichting van de ZZW, en dat hij in ieder geval vanaf 1941 de commandant van de organisatie was. Het is echter niet zeker of Apfelbaum echt heeft bestaan, en zo ja, of hij een belangrijke rol heeft gespeeld binnen de ZZW.

## Relatie met ZOB
De betrekkingen tussen ZZW en ZOB waren moeizaam. ZZW verklaarde dat de ZOB had geweigerd om de revisionisten in hun organisatiestructuur op te nemen. De ZOB stelde dat de ZZW hun hele organisatie had willen over nemen omdat zij meer militaire ervaring hadden. Een ander punt van strijd was het feit dat beide organisaties vermogende Joden in het getto belastingen oplegden om aan geld te komen. Een plan om tijdens de opstand de manschappen van de beide organisaties onder gedeeld commando te laten opereren bleek niet haalbaar. Wel werden er afspraken gemaakt over wie er in welke delen van het getto actief zou zijn.

## Organisatie en werkwijze

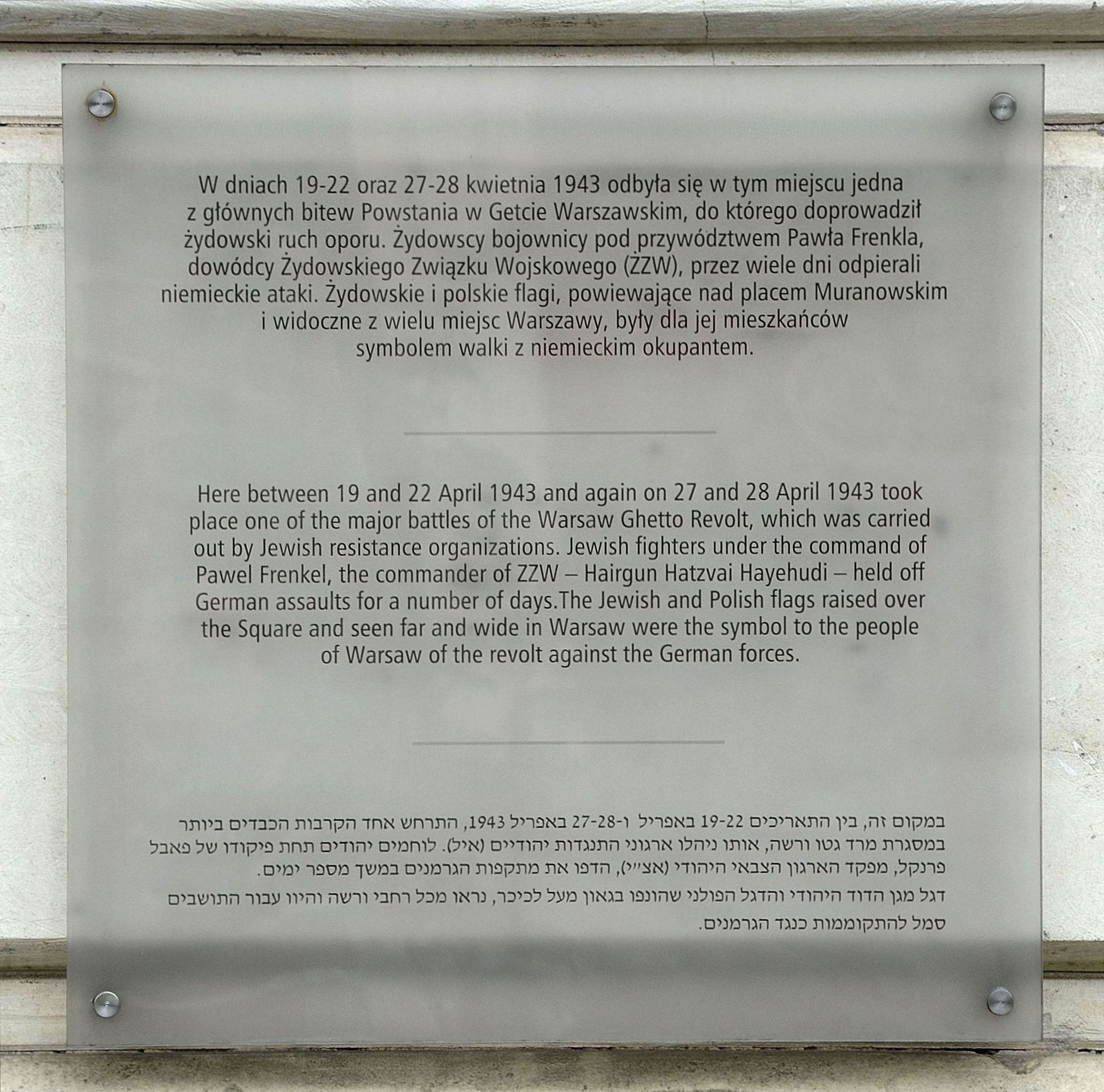
Plaquette ter nagedachtenis aan de strijd op het Muranowskiplein

Het hoofdkwartier van ZZW bevond zich op Muranowskistraat 7/9. Hier was ook de toegang tot een van de twee tunnels die ZZW had aangelegd om het getto te verbinden met de buitenwereld.

### Militaire achtergrond
ZZW was georganiseerd als een echte militaire eenheid, met een bemand hoofdkwartier, compagnieën en pelotons. Verondersteld wordt dat een relatief groot aantal leden van ZZW een militaire achtergrond had, of was opgeleid om in Palestina actief te worden binnen de terreurorganisatie Irgoen. De indruk bestaat dat de ZZW door de militaire connecties van veel leden goede contacten had met de Pools verzetsbeweging Armia Krajowa (AK), die onder het gezag stond van de Poolse regering in ballingschap in Londen. Daardoor zou ZZW minder problemen hebben gehad om zich te bewapenen dan ZOB. Hoezeer en op welke manier het verzet precies hulp bood aan de Joodse militaire organisaties in het getto blijft echter onduidelijk.

### Financiering
ZZW kocht wapens met geld dat - soms vrijwillig maar meestal onder druk - was afgestaan door rijke inwoners van het getto. Duidelijk is dat ZZW in verhouding tot ZOB relatief goed was uitgerust met pistolen, granaten, molotovcocktails, geweren, machinepistolen, machinegeweren, en medische voorraden. De naar schatting 260 ZZW-leden hadden allemaal pistolen en granaten, daarnaast had ZZW naar schatting 21 machinepistolen, acht machinegeweren, en 30 geweren.

## Tactiek
De tactiek van ZZW was anders dan die van ZOB: men koos ervoor om de Duitsers frontaal aan te vallen. ZOB vermeed juist straatgevechten en lokte de Duitse troepen in een hinderlaag om ze vanuit omliggende gebouwen te bestoken, en zich daarna terug te trekken. Het plan van de ZZW was om zolang mogelijk stand te houden tegen de Duitsers, maar vlak voor de onvermijdelijke nederlaag via van tevoren aangelegde tunnels het getto te verlaten en 'aan de Poolse kant' de gewapende strijd voort te zetten. Ook hier was er een verschil met de ZOB, waar men geen voorbereidingen trof om te kunnen ontsnappen en ervan uitging dat iedereen in de strijd zou omkomen. 

## Opstand
Op 19 april 1943 begonnen de Duitsers onder bevel van SS-generaal Jürgen Stroop met de definitieve eliminatie van het getto. De gettobevolking werd opgeroepen zich te melden voor deportatie, maar deed dat niet. Toen de Duitse troepen het getto binnengingen, werden ze aangevallen door ZOB en ZZW. Dit was het begin van de Joodse gevechtsoperaties die bekend zijn als de opstand in het getto van Warschau. 

Plattegrond van het getto. Rode lijn geeft aan het getto in 1940. Geel - het "centrale getto"; Groen - de borstelmakerswerkplaats.; Blauw - fabrieks- en werkplaatsgebied. Roze - spoorwegplatform, "Umschlagplatz". Na de massadeportaties van 1942 werd het getto begin 1943 gereduceerd tot het gebied van het "hoofdgetto" en de fabrieken

### Gevechten
De gevechten tussen Joodse strijders en de Duitse troepen die het getto binnenvielen waren het heftigst tussen 19 en 28 april 1943. 
ZOB eenheden vochten op 19 april tegen de Duitsers in het centrale getto en op 20 april in het gebied rond de borstelmakerswerkplaats.
ZZW eenheden namen samen met strijders van de ZOB deel aan gevechten in het gebied rond de borstelmakerswerkplaats en rond de textielfabriek van Többens op 19 en 20 april. Vermoedelijk kwam Leon Rodal op 20 april bij de strijd rond de borstelmakerswerkplaats om het leven.

### Vlaggen op het Muranowskiplein
De grootste gewapende actie van ZZW was rond het Muranowskiplein in het centrale getto. Vanuit hun versterkte posities daar wisten zij in totaal vier dagen stand te houden tegen Duitse en Oekraïense troepen; de gevechten daar waren op 19-20 april en op 27-28 april. Volgens Duitse militaire verslagen vonden rond het Muranowskiplein de zwaarste gevechten van de opstand plaats. De meeste historici zijn het erover eens dat ZZW verantwoordelijk was voor het hijsen van de zionistische en de Poolse vlag op een van de hoogste gebouwen bij het Muranoswkiplein. De aanwezigheid van de vlaggen wekte de bewondering van de bewoners van Warschau en het Poolse verzet, en maakte de Duitsers razend.
Op 29 april verlieten de overlevende leden van ZZW het getto. De meeste bevelhebbers van ZZW waren inmiddels al gesneuveld. Veel van de overlevenden kwamen later om in gevechten met de Duitsers.

## Nagedachtenis

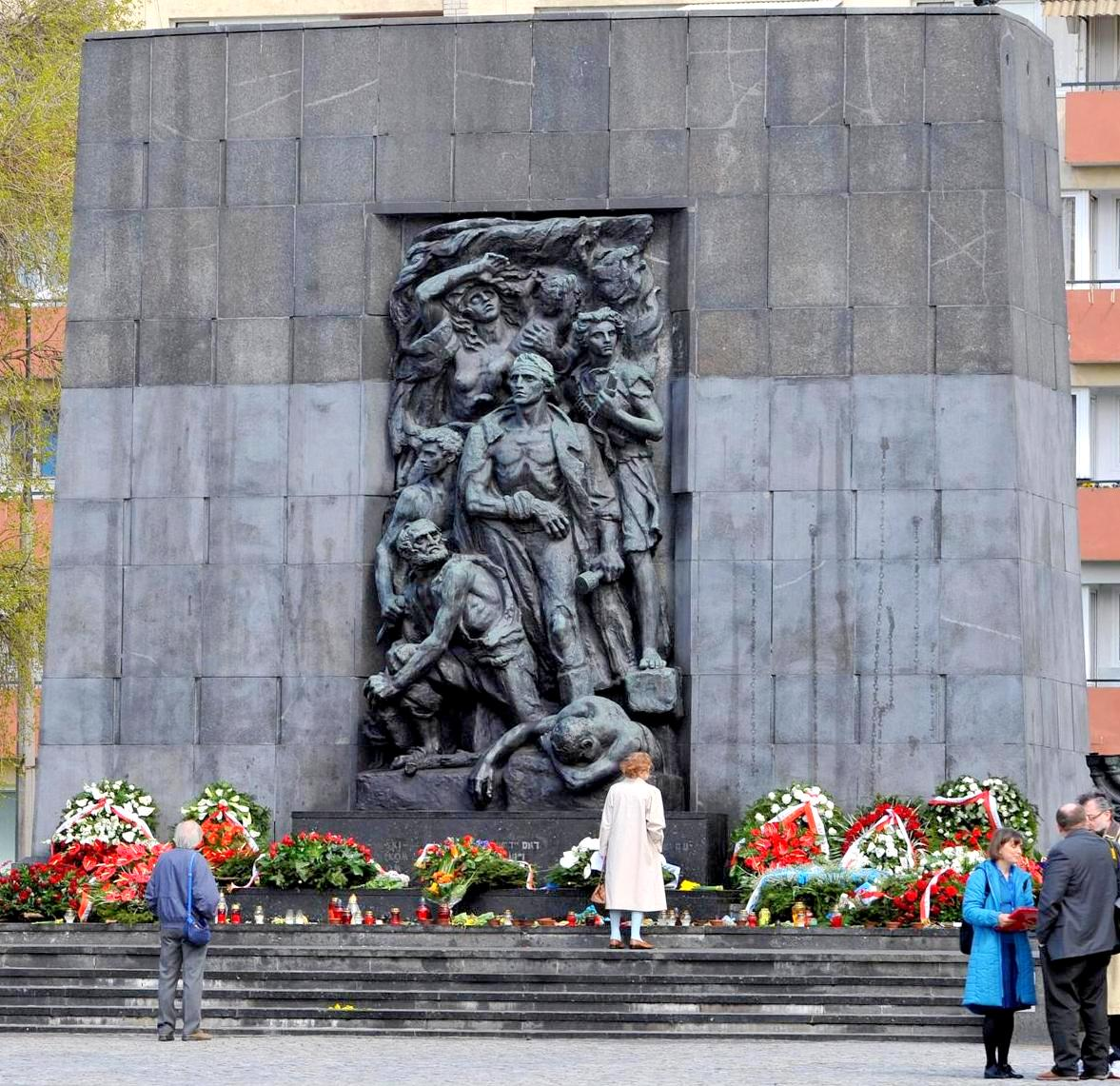
Monument voor de opstand in het getto in Warschau

Slechts een klein aantal ZZW strijders, en geen van de ZZW commandanten, overleefde de oorlog. Van de ZOB overleefde een dozijn strijders, waaronder een aantal van hun leiders. Zij begonnen al in het voorjaar van 1944 hun ervaringen vast te leggen. Door het ontbreken van mensen die verslag konden doen over de ZZW, werd na de oorlog het dominante verhaal van de opstand van het getto onvermijdelijk vooral het verhaal van de ZOB. ZZW werd hooguit zijdelings genoemd. Zo bleef lang onderbelicht dat het langstdurende verzet plaatsvond rond het ZZW bolwerk op het Muranowskiplein.
Politieke ontwikkelingen in Polen en Israël hebben deze tendens ondersteund. In de communistische Volksrepubliek Polen werd de rol van de socialisten en communisten in de opstand zwaar aangezet, ten nadele van de revisionisten. In Israël waren de eerste decennia na de oorlog vooral sociale en politieke groeperingen dominant die dichter bij de ZOB stonden dan bij de ZZW.

### Gebrek aan betrouwbare bronnen
Toen decennia na de oorlog pogingen werden gedaan om de geschiedenis van de ZZW te schrijven, gebeurde dit deels op basis van onbetrouwbare, soms zelfs vervalste bronnen. Dit leidde tot verwarring rondom belangrijke punten, zoals het leiderschap van de mogelijk fictieve Dawid Apfelbaum en de samenwerking van de ZZW met de Poolse ondergrondse. Dit werd vooral duidelijk toen na het einde van het communistische regime Poolse archieven werden geopend voor historisch onderzoek. Over de exacte rol van de ZZW in de opstand van het getto van Warschau blijft nog veel onduidelijk.